# Aurél
Az Aurél férfinév a latin Aurelius nemzetségnévből származik, amelynek jelentése: aranyos. Női párja: Aurélia.

## Alakváltozatok
- Aurélián:[1] jelentése: az Aurelius nemzetséghez tartozó férfi[2]

## Gyakorisága
Az 1990-es években az Aurél és Aurélián egyaránt szórványosan fordult elő, a 2000-es években nem szerepelnek a 100 leggyakoribb férfinév között.

## Névnapok
- Aurél: január 15.,[2] július 15.,[2] július 25.,[2] július 20.,[2] július 27.,[2] október 5.,[2] december 2.
- Aurélián: június 16., október 20

## Híres Aurélok, Auréliánok
- Bernáth Aurél magyar festő
- Csertői Aurél labdarúgó, edző
- Dessewffy Aurél konzervatív politikus
- Holló Aurél ütőhangszeres művész, zeneszerző, az Amadinda Ütőegyüttes tagja
- Ponori Thewrewk Aurél csillagász
- Popp Aurél erdélyi festő
- Stromfeld Aurél ezredes, magyar hadvezér
- Stein Aurél magyar utazó, író
- Török Aurél orvos
- Vécsey Aurél magyar író
- Follinus Aurél magyar színész, rendező, igazgató